# Adam Kobayashi
Adam Kobayashi (ur. 6 czerwca 1975) – polski lekarz specjalizujący się w neurologii.

## Życiorys
Jego matką była psycholog Maria Siwiak-Kobayashi, a ojcem slawista Masanari Kobayashi.
W 1999 ukończył studia na Akademii Medycznej w Warszawie, gdzie następnie rozpoczął studia doktorskie. W 2001 związał się z Instytutem Psychiatrii i Neurologii, gdzie 7 grudnia 2006 uzyskał stopień doktorski na podstawie pracy Migotanie przedsionków jako czynnik ryzyka udaru mózgu, której promotorem była prof. Anna Członkowska. W tym samym instytucie 28 czerwca 2012 uzyskał habilitację. Recenzentami pracy habilitacyjnej: Leczenie trombolityczne w udarze niedokrwiennym mózgu – aspekty organizacyjne, kliniczne, radiologiczne i perspektywy leczenia trombolitycznego byli profesorowie: Andrzej Szczudlik, Wojciech Kozubski, Marek Gołębiowski i Andrzej Głąbiński. Był pracownikiem II Kliniki Neurologii, zaś w 2018 był w Instytucie adiunktem, kierownikiem Centrum Interwencyjnego Leczenia Udaru i Chorób Naczyniowych Mózgu i kierownikiem Samodzielnej Pracowni Badań i Zabiegów Naczyniowych. W latach 2018–2020 pracował na Wydziale Nauk Medycznych i Nauk o Zdrowiu Uniwersytetu w Radomiu. Od roku 2020 pracuje na Wydziale Medycznym – Collegium Medicum Uniwersytetu Kardynała Stefana Wyszyńskiego w Warszawie. 
Odbywał staże w klinikach neurologii Uniwersytetu Edynburskiego i Kyoto University. Jest członkiem Światowej i Europejskiej Organizacji Udarowej, Komitetu Nauk Neurologicznych Wydziału Nauk Medycznych Polskiej Akademii Nauk oraz Polskiego Towarzystwa Neurologicznego i Stowarzyszenia na Rzecz Dobrej Praktyki Klinicznej w Polsce. Pełni funkcję sekretarza Panelu Naukowego Udaru Mózgu Europejskiej Akademii Neurologii. 
W latach 2013–2018 był recenzentem pięciu prac doktorskich, jest współautorem przeszło czterdziestu artykułów w czasopismach medycznych polskich i międzynarodowych, m.in. w „The Lancet” i „European Journal of Neurology”.
Pojawia się w prasie, radiu i telewizji jako ekspert od udarów.

## Odznaczenia
- Złoty Krzyż Zasługi (2022)[14]
- Srebrny Medal „Zasłużony dla Nauki Polskiej Sapientia et Veritas” (2023)[15]